# Карозино
Карозѝно (на италиански: Carosino) е град и община в Южна Италия, провинция Таранто, регион Пулия. Разположен е на 74 m надморска височина. Населението на града е 6716 души (към 31 август 2010).